# Joop Wille
Johan George (Joop) Wille (Haarlem, 16 september 1920 – 16 januari 2009) was een Nederlands voetballer die als keeper uitkwam voor EDO en RCH.

## Loopbaan

### Beginjaren
Op zijn negende werd hij lid van EDO. Zijn debuut als 17-jarige jeugdkeeper in het eerste elftal was op 5 december 1937 in de Haarlemse derby tegen HFC. Hij liep nog voor rust een armblessure op waardoor hij enkele maanden was uitgeschakeld. Vanaf de start van het nieuwe seizoen in september 1938 had hij een vaste plek in het doel van EDO.

### International
Ondanks dat Tweedeklasser EDO niet op het hoogste voetbalniveau speelde, kwam de jonge doelman in beeld voor de nationale jeugdselectie. Hij verdedigde het Oranje-doel op 23 april 1939 in de thuiswedstrijd tegen het jeugdelftal van België (8-1). Een jaar later maakte hij op 19-jarige leeftijd al zijn debuut in het Nederlands elftal.
Op zondag 21 april 1940 in de vriendschappelijke wedstrijd tegen België (4-2) viel doelman Adri van Male in de 82e minuut uit met een knieblessure. Joop Wille kwam als vervanger voor de laatste negen minuten binnen de lijnen.

### Geen basisplek door Duitse inval
Drie weken later, op pinksterzondag 12 mei 1940, stond de volgende interland gepland: de uitwedstrijd tegen Luxemburg. Omdat eerste keeper Van Male nog geblesseerd was, wilde bondscoach Bob Glendenning een beroep doen op Joop Wille. Het Nederlands elftal kwam als voorbereiding in de week voor de interland bij elkaar op het terrein van VUC in Den Haag. Daar werd op dinsdagavond 7 mei een lichtwedstrijd gespeeld tegen het Bondselftal. Wille maakte een goede indruk en zou in Luxemburg het Nederlandse doel verdedigen. Piet Kraak werd opgeroepen als reservedoelman.
Door de Duitse inval op vrijdag 10 mei, het uitbreken van de Tweede Wereldoorlog in Nederland, ging de wedstrijd tegen Luxemburg niet door. Na de bevrijding werd Kraak de eerste doelman en Wille werd niet meer opgeroepen.

### Oranje-record
Wille was lange tijd de Nederlandse international met het minste aantal speelminuten in het nationale elftal, namelijk negen. Van 1962 tot 1974 was hij zijn record kwijt, nadat Jan Jongbloed als vervanger van Piet Lagarde zes minuten voor Oranje in actie was gekomen. Pas in 1974 kwam er een vervolg aan de interlandcarrière van Jongbloed, waarmee Wille zijn record terugkreeg. Op 16 november 2009, tien maanden na het overlijden van Wille, had Otman Bakkal een invalbeurt van zes minuten. Daardoor werd Bakkal de international met de minste interlandminuten op zijn naam.

### Kampioen EDO
Zijn grootste succes met EDO behaalde hij in zijn tiende jaar als eerste doelman. In het seizoen 1947/48 eindigde EDO samen met Feijenoord bovenaan in de Eerste klasse West II. De beslissingswedstrijd om het kampioenschap op 21 maart 1948 in het Olympisch stadion won EDO met 2-1 door twee treffers van topschutter Henk van Roodselaar. Voor Feijenoord scoorde Piet Steenbergen. In de strijd om de landstitel eindigde EDO als vierde.

### Landstitel RCH
In het seizoen 1949/50 had Teun van den Berg zijn plek in het EDO-doel overgenomen. Joop Wille vertrok in 1950 naar RCH in Heemstede waar hij nog vier seizoenen zou spelen.  RCH pakte in 1953 met Wille als aanvoerder het kampioenschap in de Eerste klasse A. In de strijd om de nationale titel eindigde RCH samen aan kop met EVV Eindhoven. Daardoor was een beslissingsduel nodig. Dit werd gespeeld op 18 juli 1953 in stadion De Kuip. RCH won in de verlenging met 2-1 door een doelpunt van Tonnie Gallis.
Voor de tweede keer in de clubhistorie (eerder in 1923) won RCH de landstitel.

### Scheidsrechter
Een jaar later streed RCH tegen degradatie. Wille was gestopt maar keerde in januari 1954 weer terug onder de lat. Hij kon niet voorkomen dat RCH moest afdalen naar de Tweede klasse. 
Hij bleef bij de voetballerij betrokken en werd scheidsrechter. Hij moest onderaan de ladder beginnen en maakte snel carrière. Na zes jaar floot hij al in de hoogste amateurklasse. Een knieblessure voorkwam een doorbraak naar het profvoetbal.
Hij stopte in 1961 als scheidsrechter. Daarna werd hij rapporteur, lid van de  scheidsrechterscommissie district West I, lid van de tuchtcommissie betaald voetbal en lid van de scheidsrechterscommissie amateurvoetbal. In 1979 werd hij voorzitter van de spelregelcommissie van de KNVB. Vanwege zijn verdiensten voor het Nederlandse voetbal benoemde de KNVB hem op 1 maart 1986 tot bondsridder.

### Onderwijs
Wille werkte veertig jaar lang in het onderwijs. Hij is daarmee de international met de meeste dienstjaren voor de klas. In 1941 behaalde hij zijn hoofdakte aan de Rijkskweekschool Haarlem, gevolgd door de akten Engels MO-A en MO-B (middelbaar onderwijs).
Hij gaf les aan de MULO en de HBS in Haarlem. Van 1972 tot aan zijn pensionering in 1982 was hij conrector van Coornhert Lyceum in Haarlem. Ook was hij lid van verschillende examencommissies.
Joop Wille werd benoemd tot Ridder in de Orde van Oranje-Nassau. Hij overleed in 2009 op 88-jarige leeftijd.

## Clubstatistieken
| Seizoen | Club            | Land            | Competitie             | Competitie      | Competitie      | Beker           | Beker           | Internationaal  | Internationaal  | Overig          | Overig          | Totaal          | Totaal          |
| Seizoen | Club            | Land            | Competitie             | Wed.            | Dlp.            | Wed.            | Dlp.            | Wed.            | Dlp.            | Wed.            | Dlp.            | Wed.            | Dlp.            |
| ------- | --------------- | --------------- | ---------------------- | --------------- | --------------- | --------------- | --------------- | --------------- | --------------- | --------------- | --------------- | --------------- | --------------- |
| 1938/39 | EDO             | Nederland       | Tweede klasse A West I | ?               | ?               | –               | 0               | 0               | 0               | 0               | 0               | ?               | ?               |
| 1939/40 | EDO             | Nederland       | Tweede klasse C West I | ?               | ?               | –               | 0               | 0               | 0               | 0               | 0               | ?               | ?               |
| 1940/41 | EDO             | Nederland       | Tweede klasse B West I | ?               | ?               | –               | 0               | 0               | 0               | 0               | 0               | ?               | ?               |
| 1941/42 | EDO             | Nederland       | Eerste klasse West I   | ?               | ?               | –               | 0               | 0               | 0               | 0               | 0               | ?               | ?               |
| 1942/43 | EDO             | Nederland       | Eerste klasse West I   | ?               | ?               | –               | 0               | 0               | 0               | 0               | 0               | ?               | ?               |
| 1943/44 | EDO             | Nederland       | Eerste klasse West I   | ?               | 0               | –               | –               | –               | –               | –               | –               | ?               | 0               |
| 1944/45 | Geen competitie | Geen competitie | Geen competitie        | Geen competitie | Geen competitie | Geen competitie | Geen competitie | Geen competitie | Geen competitie | Geen competitie | Geen competitie | Geen competitie | Geen competitie |
| 1945/46 | EDO             | Nederland       | Eerste klasse West I   | ?               | 0               | –               | –               | –               | –               | –               | –               | ?               | 0               |
| 1946/47 | EDO             | Nederland       | Eerste klasse West I   | ?               | 0               | –               | –               | –               | –               | –               | –               | ?               | 0               |
| 1947/48 | EDO             | Nederland       | Eerste klasse West II  | ?               | 0               | –               | –               | –               | –               | –               | –               | ?               | 0               |
| 1948/49 | EDO             | Nederland       | Eerste klasse West II  | ?               | 0               | –               | –               | –               | –               | –               | –               | ?               | 0               |
| 1949/50 | EDO             | Nederland       | Eerste klasse West II  | 0               | 0               | –               | –               | –               | –               | –               | –               | 0               | 0               |
| 1950/51 | RCH             | Nederland       | Eerste klasse C        | 19              | 0               | –               | 0               | 0               | 0               | 0               | 0               | 19              | 0               |
| 1951/52 | RCH             | Nederland       | Eerste klasse B        | 26              | 0               | –               | 0               | 0               | 0               | 0               | 0               | 26              | 0               |
| 1952/53 | RCH             | Nederland       | Eerste klasse A        | 24              | 0               | –               | 0               | 0               | 0               | 7               | 0               | 31              | 0               |
| 1953/54 | RCH             | Nederland       | Eerste klasse A        | 10              | 0               | –               | 0               | 0               | 0               | 0               | 0               | 10              | 0               |
| Totaal  | Totaal          | Totaal          | Totaal                 | ?               | ?               | –               | 0               | –               | –               | ?               | 0               | ?               | ?               |